# 미셸 파오
미셸 파오(영어: Michelle Pao, 중국어: 包欣玄, 병음: Bāo Xīnxuán 바오신쉬안[*], 1992년 9월 1일 ~ )는 타이완의 전직 여자 축구 선수이다. 선수 시절 포지션은 공격수이다.

## 클럽 경력
파오는 2010년부터 2014년까지 미국 페퍼다인 대학교 산하 여자 축구 클럽인 페퍼다인 웨이브스에서 뛰었다. 대학 선수로는 처음으로 올웨스트코스트 컨퍼런스 1군 팀, 미국 축구 지도자 협회(NSCAA) 올웨스트 팀에 4차례 선정되는 영예를 안았다.
파오는 2014년 내셔널 위민스 사커 리그(NWSL) 시즌 드래프트에서 24순위로 지명되어 스카이 블루 FC에 입단할 예정이었다. 그러나 파오는 스카이 블루에 합류하지 않았고 2015년에 스웨덴의 여자 축구 클럽인 빗셰 GIK에 입단하게 된다.
2016년 2월에는 일본 여자 축구 리그 디비전 2에 소속되어 있던 여자 축구 클럽인 노지마 스텔라 가나가와 사가미하라가 파오를 영입했다고 발표했다. 노지마 스텔라 가나가와 사가미하라는 2016년 L.리그 디비전 2 시즌에서 1위를 차지하여 역사상 처음으로 1부 리그로 승격했다. 또한 파오는 해당 시즌에서 11골을 기록하면서 득점왕을 차지하는 영예를 안았다.
파오는 2017년 12월 8일에 2017년 L.리그 디비전 1 시즌 종료와 함께 프로 축구 경력 은퇴를 선언했다. 그러나 2018년에 은퇴 결정을 번복했고 타이완 뮬란 축구 리그 소속 세미 프로 여자 축구 클럽인 타이중 블루 웨일에 입단하게 된다. 또한 자신의 고향인 신주현에서 기술자로 근무하기도 했다. 2018년, 2019년 시즌에서는 타이중 블루 웨일의 타이완 뮬란 축구 리그 2회 연속 우승에 기여했다. 2020년 시즌에서는 21골을 기록하면서 득점왕에 오르는 영예를 안았고 해당 시즌을 끝으로 은퇴하게 된다.

## 국가대표 경력
파오는 2015년에 중화 타이베이 여자 축구 국가대표팀 선수로 발탁되었으며 2015년 9월 16일에 열린 요르단과의 2016년 하계 올림픽 여자 축구 아시아 지역 2차 예선 경기에서 자신의 국가대표팀 첫 골을 기록했다. 또한 대한민국 광주에서 열린 2015년 하계 유니버시아드에도 참가했다. 파오는 2019년까지 중화 타이베이 여자 축구 국가대표팀에서 25경기에 출전하여 16골을 기록했다.

## 사생활
파오는 미국 캘리포니아주 쿠퍼티노에 위치한 몬타비스타 고등학교를 졸업했고 페파다인 대학교에서 스포츠 의학을 전공했다.

## 수상

### 클럽
노지마 스텔라 가나가와 사가미하라
- 2016년 L.리그 디비전 2 시즌 우승

타이중 블루 웨일
- 2018년 타이완 뮬란 축구 리그 시즌 우승
- 2019년 타이완 뮬란 축구 리그 시즌 우승

### 개인
노지마 스텔라 가나가와 사가미하라
- 2016년 L.리그 디비전 2 시즌 득점왕 수상

타이중 블루 웨일
- 2020년 타이완 뮬란 축구 리그 시즌 득점왕 수상